# Murena (còmic)
Murena és una sèrie de còmics belga pertanyent al gènere històric, escrita per Jean Dufaux i dibuixada per Philippe Delaby, i, més endavant, a partir de l'àlbum número 10 (Le banquet) pel dibuixant italià Theo Caneschi, després de produir-se la mort de Delaby. La narració descriu el regnat de l'emperador Neró a l'antiga Roma dels anys 54 al 68 i, paral·lelament, l'evolució de l'heroi homònim Lucius Murena. La sèrie és publicada per Dargaud des de 1997. Els volums individuals de la sèrie, així com els integrals que s'han derivat dels diferent cicles, han estat traduïts i editats en castellà per Planeta deAgostini.

## Sinopsi

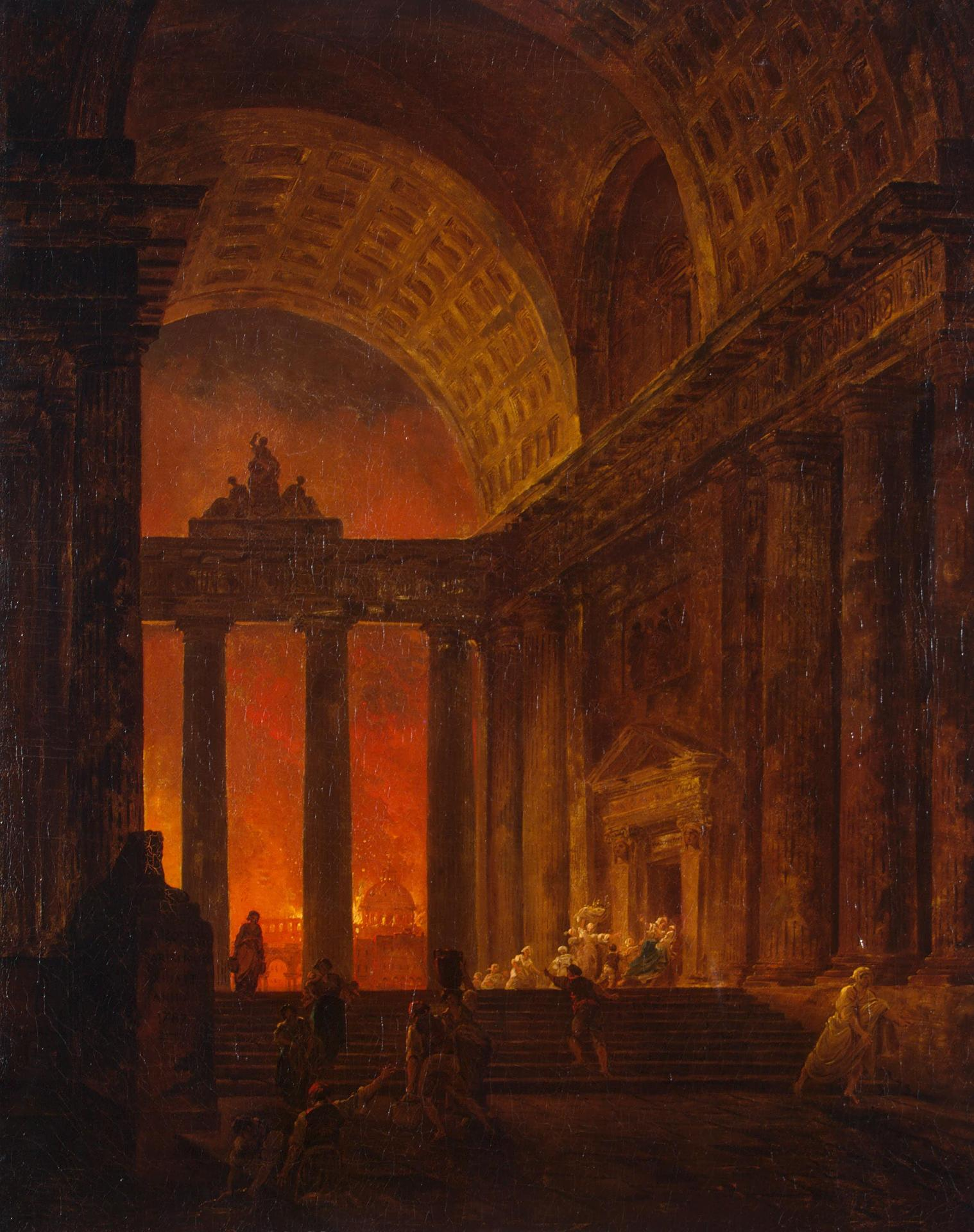
El gran incendi de Roma (aquí segons el pintor Hubert Robert) és una de les trames primordials de la sèrie.

La història s’inicia a l'antiga Roma del segle I, sota el regnat de l’emperador Claudi. Penedit del seu fracàs matrimonial amb Agripina i d'haver descuidat el seu fill Britànic en favor del seu fill adoptiu Neró, Claudi es planeja el divorci per casar-se amb la seva amant Lòl·lia Paulina. Davant d'aquesta doble amenaça, l'emperadriu conspira per assassinar al petit Britànic, malgrat el desinterès que palesa el seu fill Neró per assumir el poder. Es dona el cas que Neró, un aspirant a poeta, és amic personal de Murena, fill de Lòl·lia Paulina.
Agripina sol·licita a Locusta que enverini Claudi i un cop produït l’assassinat, Neró es designat emperador. Poc després, Britànic mor en circumstàncies tèrboles i el rumor atribueix aquesta nova mort a Neró. A partir d'aquests esdeveniments, Neró es instrument i víctima d'una combinació de circumstàncies on s’entrecreuen l’ambició, la manipulació, la venjança i la violència. En paral·lel, l'heroi de la sèrie Lucius Murena, va enemistant-se gradualment del seu amic, assistint incrèdul al seu perillós descens vers la megalomania i la crueltat.

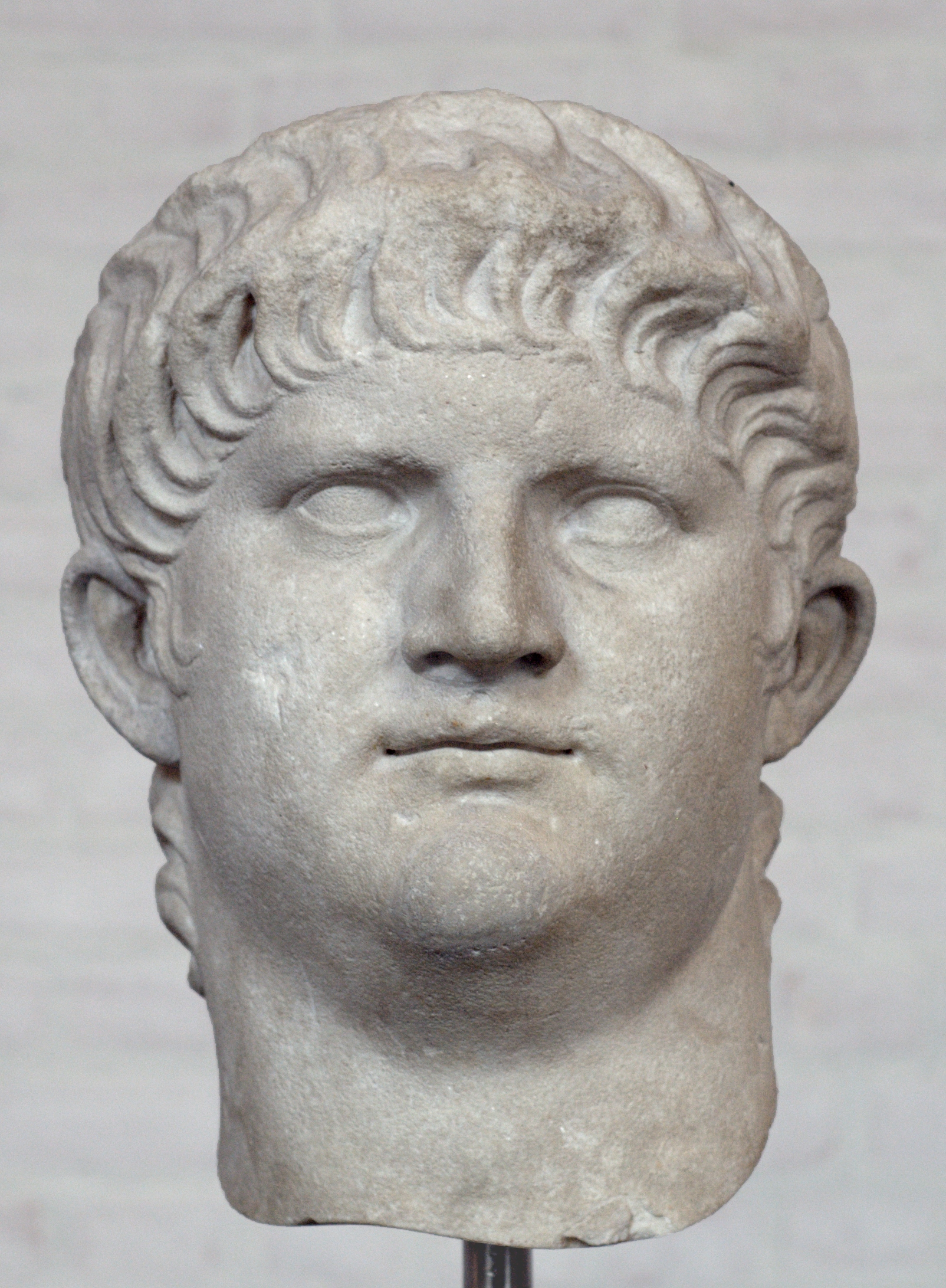
Testa de l'emperador Neró (Munich Glyptothek).

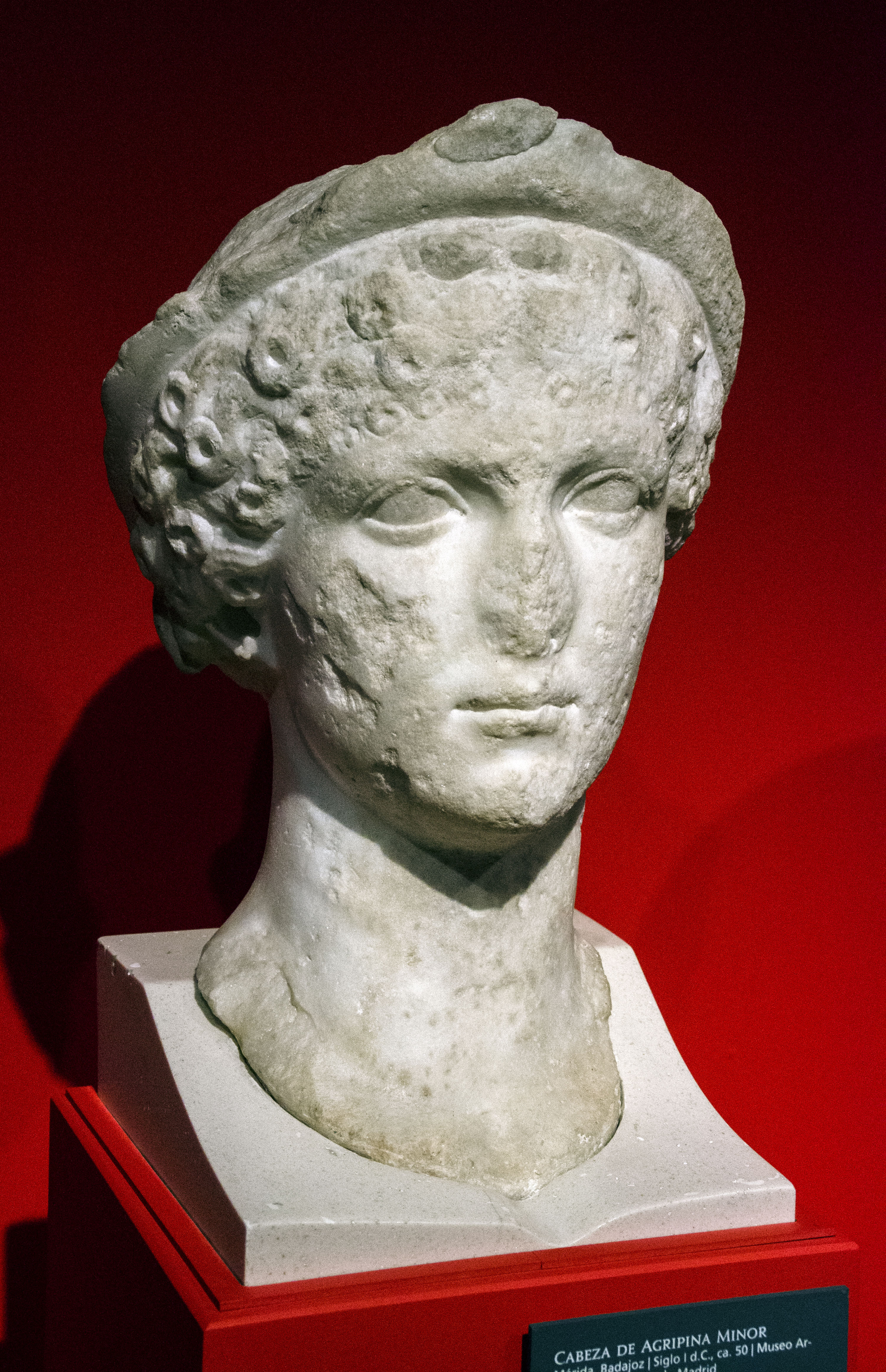
Retrat d'Agripina al Museu Arqueològic Nacional (Madrid)

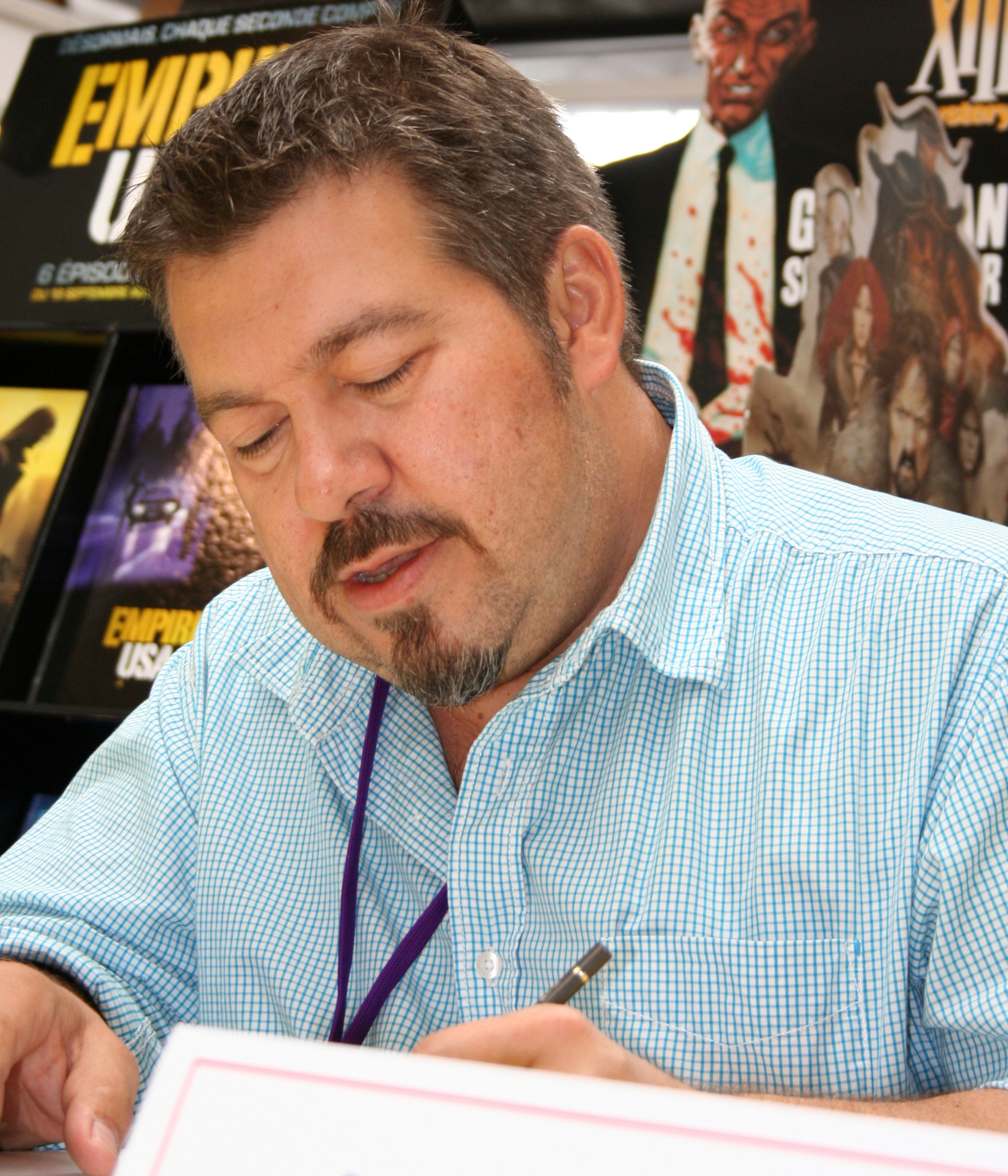
Philippe Delaby (1997-2013) dibuixant de "Murena"

## Personatges

#### Personatges ficticis
- Lucius Murena. L'heroi homònim de la sèrie és un patrici, un aparent fill de Lòl·lia Paulina. Segons l'autor Jean Dufaux, Murena "es crea des del personatge de Neró", ja que l’heroi té molts punts en comú amb l'emperador (edat, mare assassinada, amor per una esclava, relació amb l’incendi de Roma, etc.). "Necessitava a Murena per descriure a Neró així com necessitava a Neró per descriure a Murena".[4] Tot i així, amb les seves llums i ombres, Murena representa un adversari en positiu als excessos criminals de l’emperador.
- Balba. Gladiador nubi salvat de la mort per l'emperador Claudi a petició del seu fill Britànic. Balba concep una lleialtat inqüestionable al jove príncep.
- Massam: cruel gladiador al servei de Neró i enemic declarat de Balba.
- Evix, gladiadora gala que acompanya Murena i Balba a la Gàl·lia a la recerca d'Acté. Sabem que és filla del druida Diviciac, polític i líder de guerra.
- Rubria, verge vestal que acull i protegeix Murena després de l'incendi de Roma.
- Alvinia. Seguidora de la vestal Rubria.
- Marcus Ruffalo, centurió de la Guàrdia Pretoriana.
- Claudia, filla de Ruffalo, salvada per Pere i trobada pel seu pare amb l'ajut de Murena. Enamorada d'aquest últim, es converteix en la seva amant.
- Pollius, reconegut pugilista.
- Lemuria, germana de Pisó, que salva a Murena de la mort i es converteix després en la seva amant.

Personatges Històrics
A part dels esmentats, apareixen molts altres personatges històrics:
- Acté. Esclava de Pal·les que Neró allibera oferint-la a la seva tia Domícia Lèpida que l’acull. Acté, de qui Neró està enamorat, s'entrega a ell, però és repudiada després en favor de Popea. És acollida per Petroni, Murena s'enamora i inicien una relació.
- Publi Clodi Tràsea Petus. Senador honest
- Sèneca. Filòsof, dramaturg i estadista, va ser tutor i després assessor de Neró.
- Afrani Burrus. Prefecte del pretori.
- Sofoni Tigel·lí. Ministre i intrigant al servei de Neró.
- Vespasià, futur emperador.
- Pere. L'apòstol arriba a Roma per difondre el cristianisme i es troba diverses vegades amb Murena i Neró.
- Pisó. Magistrat i artífex del complot contra Neró a l'any 65.
- Tigel·li. Ministre i despietat agent a les ordres de Neró.

## Àlbums
En el pròleg del Diccionari Murena (obra de Claude Aziza), Jean Dufaux explica que la sèrie va ser dissenyada per tenir setze àlbums dividits en quatre cicles.
| Any                | Títol                   | Autors                      |
| ------------------ | ----------------------- | --------------------------- |
| Cicle de la mare   |                         |                             |
| 1997               | La Pourpre et l'Or      | Jean Dufaux Phillipe Delaby |
| 1999               | De sable et de sang     | Jean Dufaux Phillipe Delaby |
| 2001               | La Meilleure des mères  | Jean Dufaux Phillipe Delaby |
| 2002               | Ceux qui vont mourir... | Jean Dufaux Phillipe Delaby |
| Cicle de la muller |                         |                             |
| 2006               | La Déesse noire         | Jean Dufaux Phillipe Delaby |
| 2007               | Le Sang des bêtes       | Jean Dufaux Phillipe Delaby |
| 2009               | Vie des feux            | Jean Dufaux Phillipe Delaby |
| 2010               | Revanche des cendres    | Jean Dufaux Phillipe Delaby |
| Cicle de la mort   |                         |                             |
| 2013               | Les Épines              | Jean Dufaux Phillipe Delaby |
| 2017               | Le Banquet              | Jean Dufaux Theo Caneshi    |
| 2020               | Lemuria                 | Jean Dufaux Theo Caneshi    |
| 2023               | Mort d'un sage          | Jean Dufaux Theo Caneshi    |

## Estil i precisió històrica
Una de les característiques més destacades de Murena és el seu estil artístic i la seva atenció meticulosa dels detalls històrics. Delaby i Caneschi han fet una feina excepcional en la representació visual de l'Antiga Roma, des dels edificis majestuosos fins als carrerons més foscos. El realisme dels personatges, els paisatges i la indumentària submergeix el lector al món antic romà.
A més, la investigació històrica realitzada per Dufaux és evident en la manera com la trama s'entrellaça amb la història real. Encara que alguns esdeveniments i personatges han estat adaptats per a la narrativa, els còmics de Murena s'esforcen per ser tan precisos com sigui possible en la seva representació de l'època i la cultura romana.